# Palamedes Palamedesz.

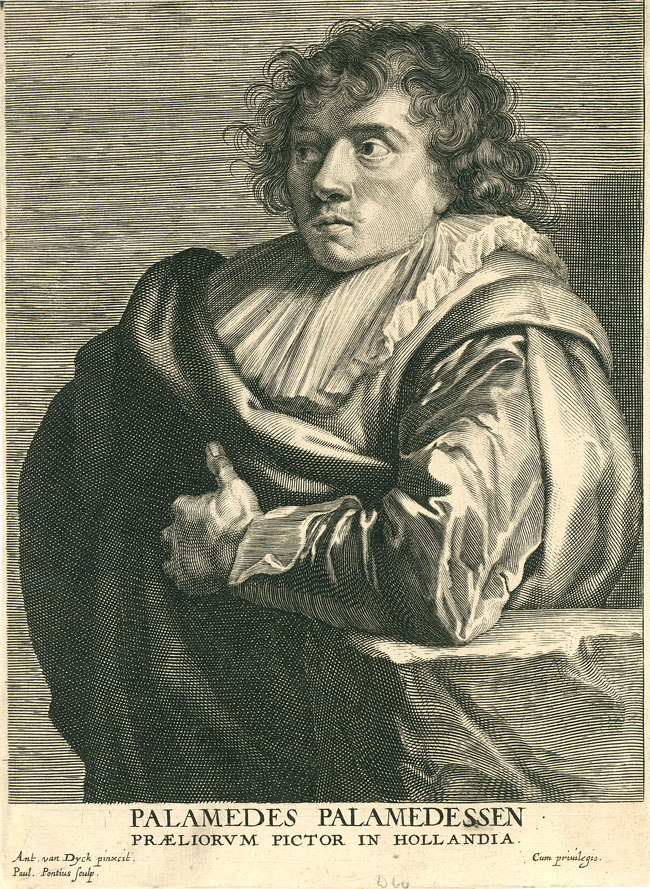
Palamedes Palamedesz, porträtterad av Paulus Pontius.

Palamedes Palamedesz., född 1607 i London, där fadern då var bosatt, död den 26 mars 1638 i Delft, var en nederländsk bataljmålare. Han var bror till Anthonie  Palamedesz.
Palamedesz. var mest verksam i Delft, men en tid även i Antwerpen, där han, trots att han hade puckelrygg, kom på förtrolig fot med den elegante världsmannen Anthonis van Dyck. Hans ryttarfäktningar, vilka är nära besläktade med Esaias van de Veldes och Jan Martszen de Jonges, är inte sällsynta. Han är representerad vid Hallwylska museet i Stockholm. 